# IIHF Continental Cup 2018/19
Der IIHF Continental Cup 2018/19 war die 22. Austragung des von der Internationalen Eishockey-Föderation IIHF ausgetragenen Wettbewerbs werden. Das Turnier begann am 28. September 2018, das Superfinale fand vom 11. bis 13. Januar 2019 statt. Insgesamt spielten 17 Mannschaften aus ebenso vielen europäischen Ländern in insgesamt sechs Turnieren.

## Modus
- Der Sieger des Continental Cups erhält ein Startrecht für die Champions Hockey League (CHL) der folgenden Spielzeit
- Kein Teilnehmer ist automatisch für das Finalturnier qualifiziert, d. h. alle Mannschaften müssen sich über Qualifikationsturniere der verschiedenen Runden für das Super-Finale qualifizieren
- Am Continental Cup dürfen Mannschaften aus den Ländern der Gründungsligen der CHL nicht teilnehmen (Schweden, Finnland, Tschechien, Schweiz, Deutschland, Österreich)

Mit dem KHL Medveščak Zagreb nahm jedoch eine Mannschaft aus einer der CHL-Gründungsligen, nämlich der österreichischen Erste Bank Eishockey Liga, am diesjährigen Wettbewerb teil. Zagreb hatte sich über ihre zweite Mannschaft als kroatischer Meister qualifiziert.

## Turnierübersicht und Teilnehmer
| Runde        | Datum                                  | Gruppe   | Austragungsort                      | Teilnehmer                                                                       | Zuschauer | Zuschauer |
| Runde        | Datum                                  | Gruppe   | Austragungsort                      | Teilnehmer                                                                       | Gesamt    | Schnitt   |
| ------------ | -------------------------------------- | -------- | ----------------------------------- | -------------------------------------------------------------------------------- | --------- | --------- |
| Erste Runde  | 28. September 2018– 30. September 2018 | Gruppe A | Sofia, Bulgarien                    | SK Irbis-Skate Zeytinburnu Belediyesi SK Vikingar Akureyri HC Bat Yam            | 1.845     | 307       |
| Zweite Runde | 19. Oktober 2018 – 21. Oktober 2018    | Gruppe B | Ritten, Italien                     | Ritten Sport MAC Budapest HDD Jesenice KHK Roter Stern Belgrad                   | 2.783     | 463       |
| Zweite Runde | 19. Oktober 2018 – 21. Oktober 2018    | Gruppe C | Riga, Lettland                      | HK Donbass Donezk HK Kurbads Riga CH Txuri Urdin San Sebastián Vikingar Akureyri | 2.189     | 364       |
| Dritte Runde | 16. November 2018 – 18. November 2018  | Gruppe D | Lyon, Frankreich                    | HK Arlan Kökschetau HK Homel Lions de Lyon HK Kurbads Riga                       | 6.104     | 1.017     |
| Dritte Runde | 15. November 2018 – 17. November 2018  | Gruppe E | Belfast, Nordirland, Großbritannien | Belfast Giants GKS Katowice KHL Medveščak Zagreb Ritten Sport                    | 13.562    | 2.260     |
| Finale       | 11. Januar 2019 – 13. Januar 2019      | Gruppe F | Belfast, Nordirland, Großbritannien | HK Arlan Kökschetau HK Homel Belfast Giants GKS Katowice                         | 11.132    | 1.855     |

## Erste Runde

### Gruppe A
Die Spiele der ersten Runde fanden vom 28. bis 30. September 2018 in der bulgarischen Hauptstadt Sofia statt. Teilnehmer waren der SK Irbis-Skate als Gastgeber, die Vikingar Akureyri (Island), der HC Bat Yam aus Israel und der Zeytinburnu Belediyesi SK (Türkei).
Der Sieger der Ersten Runde qualifiziert sich für die zweite Runde. Dort trifft er in der Gruppe C auf bereits für die zweite Runde gesetzte Mannschaften.
| 28. September 2018 16:00 Uhr (Ortszeit) | Zeytinburnu Belediyesi SK | 4:0 (1:0, 2:0, 1:0) Spielbericht | HC Bat Yam | Wintersportpalast, Sofia Zuschauer: 50 |

| 28. September 2018 20:00 Uhr | Vikingar Akureyri | 5:4 n. P. (2:2, 1:0, 1:2, :0, 1:0) Spielbericht | SK Irbis-Skate | Wintersportpalast, Sofia Zuschauer: 563 |

| 29. September 2018 14:00 Uhr | SK Irbis-Skate | 8:1 (2:1, 2:0, 4:0) Spielbericht | HC Bat Yam | Wintersportpalast, Sofia Zuschauer: 250 |

| 29. September 2018 18:00 Uhr | Zeytinburnu Belediyesi SK | 1:6 (0:2, 1:3, 0:1) Spielbericht | Vikingar Akureyri | Wintersportpalast, Sofia Zuschauer: 213 |

| 30. September 2018 14:00 Uhr | HC Bat Yam | 0:2 (0:0, 0:2, 0:0) Spielbericht | Vikingar Akureyri | Wintersportpalast, Sofia Zuschauer: 150 |

| 30. September 2018 18:00 Uhr | SK Irbis-Skate | 5:2 (3:1, 0:1, 2:0) Spielbericht | Zeytinburnu Belediyesi SK | Wintersportpalast, Sofia Zuschauer: 619 |

| Pl. |                           | Sp | S | OTS | OTN | N | Tore  | Punkte |
| 1.  | Vikingar Akureyri         | 3  | 2 | 1   | 0   | 0 | 13:05 | 8      |
| 2.  | SK Irbis-Skate            | 3  | 2 | 0   | 1   | 0 | 17:08 | 7      |
| 3.  | Zeytinburnu Belediyesi SK | 3  | 1 | 0   | 0   | 2 | 07:11 | 3      |
| 4.  | HC Bat Yam                | 3  | 0 | 0   | 0   | 3 | 01:14 | 0      |

Abkürzungen: Pl. = Platz, Sp = Spiele, S = Siege, OTS = Siege nach Verlängerung (Overtime) oder Penaltyschießen, OTN = Niederlagen nach Verlängerung oder Penaltyschießen, N = Niederlagen

Erläuterungen: Qualifikation für die zweite Runde

## Zweite Runde
Die zweite Runde des Continental Cups wurde vom 19. bis zum 21. Oktober 2018 in zwei Gruppen ausgespielt. Die Spielorte waren Ritten in Italien (mit Gastgeber Ritten Sport, HDD Jesenice (Slowenien), MAC Budapest (Ungarn) und der KHK Roter Stern Belgrad (Serbien)), sowie Riga in Lettland (mit Gastgeber HK Kurbads, HK Donbass Donezk (Ukraine), CH Txuri Urdin (Spanien) und dem Qualifikanten aus der ersten Runde, Vikingar Akureyrar).
Die Erstplatzierten der beiden Gruppen erreichten die dritte Runde und trafen dort auf die für die dritte Runde gesetzten Mannschaften.

### Gruppe B
| 19. Oktober 2018 16:00 Uhr (Ortszeit) | MAC Budapest | 8:0 (1:0, 6:0, 1:0) Spielbericht | KHK Roter Stern Belgrad | Ritten Arena, Ritten Zuschauer: 75 |

| 19. Oktober 2018 20:00 Uhr | HDD Jesenice | 1:6 (0:3, 1:3, 0:0) Spielbericht | Ritten Sport | Ritten Arena, Ritten Zuschauer: 812 |

| 20. Oktober 2018 16:00 Uhr | MAC Budapest | 3:4 (0:1, 2:2, 1:1) Spielbericht | HDD Jesenice | Ritten Arena, Ritten Zuschauer: 120 |

| 20. Oktober 2018 20:00 Uhr | Ritten Sport | 6:4 (2:1, 0:2, 4:1) Spielbericht | KHK Roter Stern Belgrad | Ritten Arena, Ritten Zuschauer: 900 |

| 21. Oktober 2018 14:00 Uhr | KHK Red Star | 2:1 n. V. (0:0, 0:0, 1:1, 1:0) Spielbericht | HDD Jesenice | Ritten Arena, Ritten Zuschauer: 51 |

| 21. Oktober 2018 18:00 Uhr | Ritten Sport | 4:1 (2:0, 1:1, 1:0) Spielbericht | MAC Budapest | Ritten Arena, Ritten Zuschauer: 825 |

| Pl. |                         | Sp | S | OTS | OTN | N | Tore  | Punkte |
| 1.  | Ritten Sport            | 3  | 3 | 0   | 0   | 0 | 16:06 | 9      |
| 2.  | HDD Jesenice            | 3  | 1 | 0   | 1   | 1 | 06:11 | 4      |
| 3.  | MAC Budapest            | 3  | 1 | 0   | 0   | 2 | 12:08 | 3      |
| 4.  | KHK Roter Stern Belgrad | 3  | 0 | 1   | 0   | 2 | 06:15 | 2      |

Abkürzungen: Pl. = Platz, Sp = Spiele, S = Siege, OTS = Siege nach Verlängerung (Overtime) oder Penaltyschießen, OTN = Niederlagen nach Verlängerung oder Penaltyschießen, N = Niederlagen

Erläuterungen: Qualifikation für die dritte Runde

### Gruppe C
| 19. Oktober 2018 15:30 Uhr (Ortszeit) | CH Txuri Urdin San Sebastián | 2:6 (0:2, 2:3, 0:1) Spielbericht | HK Donbass Donezk | Kurbads Ledus Halle, Riga Zuschauer: 160 |

| 19. Oktober 2018 19:30 Uhr | HK Kurbads Riga | 9:2 (3:0, 4:1, 2:1) Spielbericht | Vikingar Akureyri | Kurbads Ledus Halle, Riga Zuschauer: 173 |

| 20. Oktober 2018 14:00 Uhr | HK Donbass Donezk | 6:3 (1:1, 1:1, 4:1) Spielbericht | Vikingar Akureyri | Kurbads Ledus Halle, Riga Zuschauer: 75 |

| 20. Oktober 2018 18:00 Uhr | HK Kurbads Riga | 8:1 (2:0, 5:1, 1:0) Spielbericht | CH Txuri Urdin San Sebastián | Kurbads Ledus Halle, Riga Zuschauer: 750 |

| 21. Oktober 2018 14:00 Uhr | Vikingar Akureyri | 3:2 (0:0, 1:1, 2:1) Spielbericht | CH Txuri Urdin San Sebastián | Kurbads Ledus Halle, Riga Zuschauer: 63 |

| 21. Oktober 2018 18:00 Uhr | HK Donbass Donezk | 1:2 (0:0, 0:2, 1:0) Spielbericht | HK Kurbads Riga | Kurbads Ledus Halle, Riga Zuschauer: 968 |

| Pl. |                              | Sp | S | OTS | OTN | N | Tore  | Punkte |
| 1.  | HK Kurbads Riga              | 3  | 3 | 0   | 0   | 0 | 19:04 | 9      |
| 2.  | HK Donbass Donezk            | 3  | 2 | 0   | 0   | 1 | 13:07 | 6      |
| 3.  | Vikingar Akureyri            | 3  | 1 | 0   | 0   | 2 | 08:17 | 3      |
| 4.  | CH Txuri Urdin San Sebastián | 3  | 0 | 0   | 0   | 3 | 05:17 | 0      |

Abkürzungen: Pl. = Platz, Sp = Spiele, S = Siege, OTS = Siege nach Verlängerung (Overtime) oder Penaltyschießen, OTN = Niederlagen nach Verlängerung oder Penaltyschießen, N = Niederlagen

Erläuterungen: Qualifikation für die dritte Runde

## Dritte Runde
Die dritte Runde des Continental Cups wurde vom 18. bis zum 20. November 2018 in zwei Gruppen ausgespielt. Die Spielorte waren Lyon in Frankreich (mit Gastgeber Lions de Lyon, HK Arlan Kökschetau (Kasachstan), den HK Homel (Belarus) und dem Sieger der Gruppe C HK Kurbads Riga aus Lettland) sowie Belfast in Großbritannien (mit Gastgeber Belfast Giants, GKS Katowice (Polen), KHL Medveščak Zagreb (Kroatien) und dem Sieger der Gruppe B Ritten Sport aus Italien).
Die jeweils zwei Erstplatzierten der beiden Gruppen erreichten die Finalrunde.

### Gruppe D
| 16. November 2018 14:30 Uhr (Ortszeit) | HK Homel | 6:2 (3:0, 1:2, 2:0) Spielbericht | HK Kurbads Riga | Patinoire Charlemagne, Lyon Zuschauer: 105 |

| 16. November 2018 20:30 Uhr | Lions de Lyon | 1:2 n. P. (0:1, 1:0, 0:0, 0:0, 0:1) Spielbericht | HK Arlan Kökschetau | Patinoire Charlemagne, Lyon Zuschauer: 2.224 |

| 17. November 2018 15:00 Uhr | HK Arlan Kökschetau | 4:3 n. P. (1:2, 1:0, 1:1, 0:0, 1:0) Spielbericht | HK Kurbads Riga | Patinoire Charlemagne, Lyon Zuschauer: 112 |

| 17. November 2018 20:00 Uhr | HK Homel | 2:1 (3:0, 1:2, 2:0) Spielbericht | Lions de Lyon | Patinoire Charlemagne, Lyon Zuschauer: 2.006 |

| 18. November 2018 14:00 Uhr | HK Arlan Kökschetau | 3:0 (2:0, 1:0, 0:0) Spielbericht | HK Homel | Patinoire Charlemagne, Lyon Zuschauer: 205 |

| 18. November 2018 18:00 Uhr | HK Kurbads Riga | 3:2 (1:1, 0:0, 2:1) Spielbericht | Lions de Lyon | Patinoire Charlemagne, Lyon Zuschauer: 1.452 |

| Pl. |                     | Sp | S | OTS | OTN | N | Tore  | Punkte |
| 1.  | HK Arlan Kökschetau | 3  | 1 | 2   | 0   | 0 | 09:04 | 7      |
| 2.  | HK Homel            | 3  | 2 | 0   | 0   | 1 | 08:06 | 6      |
| 3.  | HK Kurbads Riga     | 3  | 1 | 0   | 1   | 1 | 08:12 | 4      |
| 4.  | Lions de Lyon       | 3  | 0 | 0   | 1   | 2 | 04:07 | 1      |

Abkürzungen: Pl. = Platz, Sp = Spiele, S = Siege, OTS = Siege nach Verlängerung (Overtime) oder Penaltyschießen, OTN = Niederlagen nach Verlängerung oder Penaltyschießen, N = Niederlagen

Erläuterungen: Qualifikation für das Super Final

### Gruppe E
| 15. November 2018 15:00 Uhr (Ortszeit) | GKS Katowice | 4:0 (1:0, 2:0, 1:0) Spielbericht | Ritten Sport | SSE Arena, Belfast Zuschauer: 200 |

| 15. November 2018 19:00 Uhr | KHL Medveščak Zagreb | 0:4 (0:1, 0:1, 0:2) Spielbericht | Belfast Giants | SSE Arena, Belfast Zuschauer: 2.929 |

| 16. November 2018 15:00 Uhr | GKS Katowice | 2:3 (0:2, 1:0, 1:1) Spielbericht | KHL Medveščak Zagreb | SSE Arena, Belfast Zuschauer: 642 |

| 16. November 2018 19:00 Uhr | Belfast Giants | 6:2 (2:2, 2:0, 2:0) Spielbericht | Ritten Sport | SSE Arena, Belfast Zuschauer: 3.595 |

| 17. November 2018 15:00 Uhr | Ritten Sport | 1:3 (0:1, 0:0, 1:2) Spielbericht | KHL Medveščak Zagreb | SSE Arena, Belfast Zuschauer: 578 |

| 17. November 2018 19:00 Uhr | Belfast Giants | 2:4 (1:0, 1:2, 0:2) Spielbericht | GKS Katowice | SSE Arena, Belfast Zuschauer: 5.618 |

| Pl. |                      | Sp | S | OTS | OTN | N | Tore  | Punkte |
| 1.  | Belfast Giants       | 3  | 2 | 0   | 0   | 1 | 12:06 | 6      |
| 2.  | GKS Katowice         | 3  | 2 | 0   | 0   | 1 | 10:05 | 6      |
| 3.  | KHL Medveščak Zagreb | 3  | 2 | 0   | 0   | 1 | 06:07 | 6      |
| 4.  | Ritten Sport         | 3  | 0 | 0   | 0   | 3 | 03:13 | 0      |

Abkürzungen: Pl. = Platz, Sp = Spiele, S = Siege, OTS = Siege nach Verlängerung (Overtime) oder Penaltyschießen, OTN = Niederlagen nach Verlängerung oder Penaltyschießen, N = Niederlagen

Erläuterungen: Qualifikation für das Super Final

## Super Final
Das Finale der besten vier Mannschaften fand vom 11. bis 13. Januar 2019 in Belfast statt. Der Austragungsort war die dortige SSE Arena, die nahezu 10.000 Zuschauer fasst.

### Gruppe F
| 11. Januar 2019 15:00 Uhr (Ortszeit) | GKS Katowice N. Tuhkanen (23:40) J. Rohtla (27:16) | 2:4 (0:3, 2:0, 0:1) Spielbericht | HK Arlan Kökschetau K. Sawenkow (11:44) S. Borowikow (14:13) D. Potaitschuk (18:00) D. Klemeschow (54:21) | SSE Arena, Belfast Zuschauer: 1.004 |

| 11. Januar 2019 19:00 Uhr | Belfast Giants D. Rutherford (17:54) P. Dwyer (21:58) D. Murphy (44:02) C. Shields (50:20) C. Higgins (57:41) | 5:0 (1:0, 1:0, 3:0) Spielbericht | HK Homel | SSE Arena, Belfast Zuschauer: 3.728 |

| 12. Januar 2019 15:00 Uhr | HK Arlan Kökschetau I. Kiseljow (5:11) D. Potaitschuk (7:53) W. Berdnikow (9:54) A. Anziferow (11:42) D. Potaitschuk (25:03) A. Petrow (26:45) A. Nesterow (37:33) S. Borowikow (49:00) | 8:2 (4:0, 3:1, 1:1) Spielbericht | HK Homel A. Totschilkin (30:35) J. Solomonow (59:56) | SSE Arena, Belfast Zuschauer: 1.102 |

| 12. Januar 2019 19:00 Uhr | Belfast Giants D. Murphy (17:07) D. Murphy (31:14) C. Leonard (40:15) D. Johner (58:52) | 4:2 (1:0, 1:2, 2:0) Spielbericht | GKS Katowice J. Rohtla (20:14) J. Laakkonen (39:51) | SSE Arena, Belfast Zuschauer: 4.572 |

| 13. Januar 2019 13:00 Uhr | HK Homel | 0:5 (0:2, 0:2, 0:1) Spielbericht | GKS Katowice M. Łopuski (0:17) M. Łopuski (13:19) M. Łopuski (20:27) M. Strzyżowski (21:51) J. Jyrkkiö (58:15) | SSE Arena, Belfast Zuschauer: 726 |

| 13. Januar 2019 17:00 Uhr | HK Arlan Kökschetau S. Jegorow (11:51) W. Jermolajew (18:08) J. Gasnikow (PS) | 3:2 n. P. (2:0, 0:0, 0:2, 0:0, 1:0) Spielbericht | Belfast Giants C. Higgins (47:44) D. Johner (48:56) | SSE Arena, Belfast Zuschauer: keine Angabe |

| Pl. |                     | Sp | S | OTS | OTN | N | Tore  | Punkte |
| 1.  | HK Arlan Kökschetau | 3  | 2 | 1   | 0   | 0 | 15:06 | 8      |
| 2.  | Belfast Giants      | 3  | 2 | 0   | 1   | 0 | 11:05 | 7      |
| 3.  | GKS Katowice        | 3  | 1 | 0   | 0   | 2 | 09:08 | 3      |
| 4.  | HK Homel            | 3  | 0 | 0   | 0   | 3 | 02:18 | 0      |

Abkürzungen: Pl. = Platz, Sp = Spiele, S = Siege, OTS = Siege nach Verlängerung (Overtime) oder Penaltyschießen, OTN = Niederlagen nach Verlängerung oder Penaltyschießen, N = Niederlagen

### Auszeichnungen
Spielertrophäen
| Auszeichnung       | Spieler             | Team                |
| ------------------ | ------------------- | ------------------- |
| Bester Torhüter    | Tyler Beskorowany   | Belfast Giants      |
| Bester Verteidiger | Stanislaw Borowikow | HK Arlan Kökschetau |
| Bester Stürmer     | Darcy Murphy        | Belfast Giants      |

Die Auszeichnungen im Rahmen des Finalturniers erhielten Torwart Tyler Beskorowany von den Belfast Giants, der Verteidiger Stanislaw Borowikow in Diensten des HK Arlan Kökschetau und der Stürmer Darcy Murphy, ebenfalls von den Giants.

### Beste Scorer
Die Krone des Topscorers sicherte sich Jesse Rohtla von GKS Katowice mit sieben Scorerpunkten, mit fünf Assists war er zudem bester Vorlagengeber. Mikołaj Łopuski und Darcy Murphy wurden mit jeweils drei Toren beste Torschützen des Turniers.
Abkürzungen: Sp = Spiele, T = Tore, V = Assists, Pkt = Punkte, +/− = Plus/Minus, SM = Strafminuten; Fett: Turnierbestwert
| Spieler             | Mannschaft          | Sp | T | V | Pkt | SM | +/− |
| ------------------- | ------------------- | -- | - | - | --- | -- | --- |
| Jesse Rohtla        | GKS Katowice        | 3  | 2 | 5 | 7   | 2  | +3  |
| Janne Laakkonen     | GKS Katowice        | 3  | 1 | 4 | 5   | 2  | +4  |
| Konstantin Sawenkow | HK Arlan Kökschetau | 3  | 1 | 4 | 5   | 0  | +3  |
| Mikołaj Łopuski     | GKS Katowice        | 3  | 3 | 1 | 4   | 2  | +4  |
| Darcy Murphy        | Belfast Giants      | 3  | 3 | 1 | 4   | 2  | +2  |
| Jesse Jyrkkio       | GKS Katowice        | 3  | 1 | 3 | 4   | 0  | +1  |
| Iwan Kisseljow      | HK Arlan Kökschetau | 3  | 1 | 3 | 4   | 0  | +4  |

### Beste Torhüter
Statistisch bester Torhüter war Tyler Beskorowany (Belfast Giants) mit einer Fangquote von 94,29 % und einem Gegentorschnitt von 1,30.
Abkürzungen: Sp = Spiele, Min = Eiszeit (in Minuten), GT = Gegentore, SO = Shutouts, Sv% = gehaltene Schüsse (in %), GTS = Gegentorschnitt; Fett: Turnierbestwert
| Spieler           | Mannschaft          | Sp | Min    | SaT | SVS | Sv%   | GT | GTS  | SO |
| ----------------- | ------------------- | -- | ------ | --- | --- | ----- | -- | ---- | -- |
| Tyler Beskorowany | Belfast Giants      | 3  | 185:00 | 70  | 66  | 94,29 | 4  | 1,30 | 1  |
| Iwan Poloschkow   | HK Arlan Kökschetau | 2  | 125:00 | 62  | 58  | 93,55 | 4  | 1,92 | 0  |
| Kevin Lindskoug   | GKS Katowice        | 3  | 178:05 | 84  | 76  | 90,48 | 8  | 2,70 | 1  |
| Roman Bobariko    | HK Homel            | 3  | 127:53 | 84  | 72  | 85,71 | 12 | 5,63 | 0  |

### IIHF-Continental-Cup-Sieger
| IIHF-Continental-Cup-Sieger HK Arlan Kökschetau | Torhüter: Michail Demidow, Iwan Poloschkow Verteidiger: Stanislaw Borowikow, Jewgeni Gewel, Ilja Guljakow, Sergei Jegorow, Anton Kasanzew, Wladislaw Kolesnikow, Wladimir Malewitsch, Jakow Selesnjow Stürmer: Alexei Anziferow, Nikita Baschenow, Wadim Berdnikow, Jewgeni Gasnikow, Wadim Jermolajew, Iwan Kisseljow, Denis Klemeschow, Alexander Nesterow, Anton Petrow, Dmitri Potaitschuk, Konstantin Sawenkow, Dimitri Schitikow Cheftrainer: Wladimir Kapulowski Assistenztrainer: Oleg Kowalenko |